# Los Angeles Lakers 1995-1996
La stagione 1995-96 dei Los Angeles Lakers fu la 47ª nella NBA per la franchigia.
I Los Angeles Lakers arrivarono secondi nella Pacific Division della Western Conference con un record di 53-29. Nei play-off persero al primo turno con gli Houston Rockets (3-1).

## Roster
| N° | Naz.                   | Ruolo | Sportivo        | Anno | Alt. | Peso |
| -- | ---------------------- | ----- | --------------- | ---- | ---- | ---- |
| 1  | Stati Uniti (bandiera) | G     | Anthony Peeler  | 1969 | 193  | 94   |
| 2  | Stati Uniti (bandiera) | A     | Anthony Miller  | 1971 | 206  | 102  |
| 3  | Stati Uniti (bandiera) | G     | Sedale Threatt  | 1961 | 188  | 79   |
| 4  | Stati Uniti (bandiera) | G     | Frankie King    | 1972 | 185  | 84   |
| 7  | Stati Uniti (bandiera) | A     | Derek Strong    | 1968 | 203  | 100  |
| 9  | Stati Uniti (bandiera) | G     | Nick Van Exel   | 1971 | 185  | 77   |
| 12 | Jugoslavia (bandiera)  | C     | Vlade Divac     | 1968 | 216  | 110  |
| 23 | Stati Uniti (bandiera) | A     | Cedric Ceballos | 1969 | 198  | 86   |
| 24 | Stati Uniti (bandiera) | AC    | Fred Roberts    | 1960 | 208  | 99   |
| 25 | Stati Uniti (bandiera) | GA    | Eddie Jones     | 1971 | 198  | 86   |
| 32 | Stati Uniti (bandiera) | GA    | Magic Johnson   | 1959 | 206  | 100  |
| 34 | Stati Uniti (bandiera) | AC    | George Lynch    | 1970 | 203  | 99   |
| 41 | Stati Uniti (bandiera) | C     | Elden Campbell  | 1968 | 211  | 98   |
| 43 | Stati Uniti (bandiera) | A     | Corie Blount    | 1969 | 206  | 107  |

## Staff tecnico
- Allenatore: Del Harris
- Vice-allenatori: Bill Bertka, Michael Cooper, Larry Drew
- Vice-allenatore speciale: Kurt Rambis
- Preparatore atletico: Gary Vitti